# Evangelische Kirche Berlin-Brandenburg-schlesische Oberlausitz
Die Evangelische Kirche Berlin-Brandenburg-schlesische Oberlausitz (EKBO) ist eine von 20 Gliedkirchen (Landeskirchen) der Evangelischen Kirche in Deutschland (EKD). Sie hat ihren Sitz in Berlin und ist wie alle Landeskirchen eine Körperschaft des öffentlichen Rechts.
Im Gebiet der Evangelischen Kirche in Berlin-Brandenburg-schlesische Oberlausitz leben rund 6,3 Millionen Menschen. Von diesen gehören 0,83 Millionen zur Evangelischen Kirche.
Die Evangelische Kirche Berlin-Brandenburg-schlesische Oberlausitz ist eine der unierten Kirchen innerhalb der EKD. Ihre derzeit gültige Grundordnung wurde 2003 erlassen und zum 1. Januar 2004 in Kraft gesetzt, als die beiden bisherigen Landeskirchen, die Evangelische Kirche in Berlin-Brandenburg und die Evangelische Kirche der schlesischen Oberlausitz, zu einer neuen Landeskirche fusionierten. Die beiden Vorgängerkirchen waren bis 2003 Gliedkirchen der Evangelischen Kirche der Union (EKU), welche bereits zum 1. Juli 2003 in der Union Evangelischer Kirchen (UEK) aufging.
Haupt- und Predigtkirche des Bischofs der EKBO ist die St.-Marien-Kirche in Berlin-Mitte. Regelmäßige Predigten hält der Bischof auch in der Kaiser-Wilhelm-Gedächtniskirche und im Berliner Dom, der unter gemeinsamer Aufsicht der Union Evangelischer Kirchen steht.

## Gebiet der Landeskirche
Das Gebiet der Evangelischen Kirche Berlin-Brandenburg-schlesische Oberlausitz umfasst im Wesentlichen die Bundesländer Berlin und Brandenburg sowie den nordöstlichen Teil des Bundeslandes Sachsen. Einige Gemeindeglieder der Landeskirche wohnen auch in den Bundesländern Sachsen-Anhalt und Mecklenburg-Vorpommern. Umgekehrt gehören auch einige Einwohner in den Grenzgebieten des Landes Brandenburg zu den Landeskirchen Evangelische Kirche in Mitteldeutschland, Evangelisch-Lutherische Kirche in Norddeutschland und Evangelisch-Lutherische Landeskirche Sachsens.

## Geschichte
Die Geschichte der beiden Vorgängerkirchen ist untrennbar mit der Geschichte der Länder Brandenburg und Schlesien bzw. mit dem späteren Königreich Preußen verbunden.
Im Kurfürstentum Brandenburg wurde ab 1539 die Reformation eingeführt. Ab 1613 war das Herrscherhaus reformiert, die große Mehrheit der Bevölkerung blieb jedoch lutherisch. Gemeinden beider Bekenntnisse existierten in der Mark Brandenburg nun für die beiden nächsten Jahrhunderte nebeneinander.
In der Oberlausitz setzte sich das lutherische Bekenntnis zwischen 1521 und 1550 weitgehend durch. Aufgrund besonderer politischer Umstände kam es aber nicht zur Bildung einer Landeskirche. Nach dem Wiener Kongress (1815) kam die östliche Hälfte der Oberlausitz zu Preußen und wurde an die Provinz Schlesien angeschlossen, die Kirchgemeinden entsprechend an die schlesische Provinzialkirche.
1817 verfügte König Friedrich Wilhelm III. eine Verwaltungsunion beider Bekenntnisse. Somit entstand innerhalb des Staates Preußen eine einheitliche Kirche, die „Evangelische Kirche in Preußen“. Nach dem Ersten Weltkrieg hörte mit dem Ende der Monarchie auch das landesherrliche Kirchenregiment auf. Die preußische Landeskirche wurde durch eine neue Verfassung 1922 zur Evangelischen Kirche der altpreußischen Union, innerhalb derer die bisherigen Kirchenprovinzen (bis auf die Kirchenprovinzen Posen und Westpreußen) bestehen blieben. Nach dem Zweiten Weltkrieg wurden die östlich von Oder und Neiße gelegenen Teile Brandenburgs und Schlesiens von Deutschland abgetrennt und schieden aus den Provinzialkirchen aus.
Die Kirchenprovinz Mark Brandenburg, nunmehr von einem Bischof (Otto Dibelius) geleitet, erhielt 1948 eine neue Verfassung und hieß danach „Evangelische Kirche in Berlin-Brandenburg.“ Sie trat 1948 der Evangelischen Kirche in Deutschland (EKD) bei, 1954 der als Nachfolgeeinrichtung der Evangelischen Kirche der altpreußischen Union gegründeten Evangelischen Kirche der Union (EKU).
In Schlesien wurden im Zuge der Vertreibung der Deutschen die meisten evangelischen Kirchengemeinden östlich der Neiße aufgelöst. Die Mehrzahl der evangelischen Kirchen wurde von katholischen Gemeinden übernommen. Soweit in Einzelfällen evangelische Gemeinden fortbestanden, wurden sie in die Evangelisch-Augsburgische Kirche in Polen eingegliedert. Das westlich der Neiße gelegene, bei Deutschland verbliebene Gebiet der schlesischen Provinzialkirche wurde zunächst von der Berlin-Brandenburgischen Kirche treuhänderisch verwaltet, zum 1. Mai 1947 aber unter dem Namen „Evangelische Kirche von Schlesien“ eine selbständige Landeskirche mit Sitz in Görlitz, die später ebenfalls der EKD und der EKU beitrat. Am 14. November 1951 wurde eine Verfassung verabschiedet.
1972 wurde die Evangelische Kirche in Berlin-Brandenburg in die Bereiche West (West-Berlin) und Ost (Ost-Berlin und Brandenburg) geteilt, 1991 wieder vereint. Die Evangelische Kirche von Schlesien musste 1968 ihren Namen in „Evangelische Kirche des Görlitzer Kirchengebiets“ ändern. Nach der Wiedervereinigung beider deutscher Staaten erhielt sie die Bezeichnung „Evangelische Kirche der schlesischen Oberlausitz“.
Zum 1. Januar 2004 vereinigten sich beide Landeskirchen zur Evangelischen Kirche in Berlin-Brandenburg-schlesische Oberlausitz.

## Verwaltung

### Verwaltungshierarchie
In der Verwaltungshierarchie ist die Landeskirche von unten nach oben wie folgt aufgebaut: An der Basis stehen die Kirchengemeinden als Körperschaften des öffentlichen Rechts mit gewählten Kirchenvorständen, den „Gemeindekirchenräten“, deren Mitglieder gelegentlich „Älteste“ genannt werden. Mehrere Kirchengemeinden bilden zusammen einen Kirchenkreis, an dessen Spitze ein Superintendent steht. Die Kirchenkreise sind ebenfalls Körperschaften des öffentlichen Rechts und haben als Gremium die Kreissynode, deren Mitglieder von den jeweiligen Kirchengemeinden entsandt werden. Gelegentlich gibt es einen Kreiskirchenrat als kollegiales Gremium an der Stelle des Superintendenten.
Mehrere Kirchenkreise bilden zusammen einen Sprengel, an dessen Spitze ein Generalsuperintendent bzw. ein Regionalbischof (nur im Sprengel Görlitz) steht. Diese Verwaltungsebene hat kein Gremium. Die drei Sprengel bilden zusammen die Landeskirche.

### Ebene der Landeskirche

#### Bischof
An der Spitze der Evangelischen Kirche Berlin-Brandenburg-schlesische Oberlausitz steht, wie schon in den beiden Vorgängerkirchen, der Bischof als geistlicher Leiter der Kirche. Er wird von der Landessynode auf zehn Jahre gewählt. Eine Wiederwahl ist möglich. Mit der Vollendung seines 65. Lebensjahres tritt der Bischof in der Regel in den Ruhestand. Der Bischof ist Vorsitzender der Kirchenleitung, der Präses der Landessynode stellvertretender Vorsitzender. In geistlichen Angelegenheiten wird der Bischof durch den Propst vertreten, der zugleich der theologische Leiter im Konsistorium (der Verwaltungsbehörde der Kirche) ist.
Als Bischöfe amtier(t)en:
2004–2009: Wolfgang Huber (zuvor Bischof der Evangelischen Kirche in Berlin-Brandenburg)
2009–2019: Markus Dröge, Bischof
seit 2019: Christian Stäblein, Bischof

#### Propst
Theologischer Stellvertreter des Bischofs ist der Propst bzw. die Pröpstin. Dies ist eine alte berlin-brandenburgische Tradition, die in die vereinte Landeskirche übernommen wurde. Der Propst ist geborenes Mitglied der Kirchenleitung, der Landessynode und leitender Geistlicher des Konsistoriums.
Amtsinhaber waren bzw. sind:
2004–2005: Karl-Heinrich Lütcke (schon ab 1990 Propst der Evangelischen Kirche in Berlin-Brandenburg)
2005–2015: Friederike von Kirchbach
2015–2019: Christian Stäblein
2020–2019: Christina-Maria Bammel

#### Landessynode
Als oberstes beschlussfassendes Gremium hat die Landeskirche eine Landessynode (bis 1948 „Provinzialsynode“). Deren Mitglieder, die Synodalen, werden auf sechs Jahre von den Kirchenkreisen sowie von den kirchlichen Arbeitszweigen und Werken gewählt; einige werden auch berufen.
Der Landessynode gehören im Einzelnen an:
- der Bischof
- die Generalsuperintendenten und der geistliche Moderator
- der Präsident und der Propst des Konsistoriums
- die Superintendenten
- von den Synoden der Kirchenkreise gewählte Mitglieder
- von kirchlichen Arbeitszweigen, Einrichtungen und Werken entsandte Mitglieder
- ein Lehrstuhlinhaber der Theologischen Fakultät der Humboldt-Universität zu Berlin
- von der Kirchenleitung berufene Mitglieder

Zu den Aufgaben der Synode zählen die Wahl des Bischofs, des Propstes und des Konsistorialpräsidenten, das Beraten und Beschließen von Kirchengesetzen, den Haushalt und den Kollektenplan der Landeskirche zu verabschieden, sowie Beschlüsse über die strukturelle Organisation der Landeskirche. Außerdem entsendet die Synode Mitglieder in verschiedene überkirchliche Gremien, etwa in die Vollversammlung der Union Evangelischer Kirchen und die Synode der EKD. Die Landessynode tagt mindestens einmal pro Jahr. Vorsitzender der Synode ist der oder die Präses.
Als Präses amtier(t)en:
2004–2005: Anneliese Kaminski, Sprachwissenschaftlerin (ab 1997 bereits Präses der Synode der Evangelischen Kirche in Berlin-Brandenburg)
2006–2015: Andreas Böer, Bürgermeister (von 1990 bis 2003 bereits Präses der Synode der Evangelischen Kirche der schlesischen Oberlausitz)
2015–2021: Sigrun Neuwerth, Agrarwissenschaftlerin
2021–0000: Harald Geywitz, Unternehmer für Telekommunikations- und Digitalwirtschaft

#### Kirchenleitung
Zur Kirchenleitung gehören der Bischof, der Präses der Landessynode, die Generalsuperintendenten, der Konsistorialpräsident und der Propst des Evangelischen Konsistoriums in Berlin als geborene Mitglieder. Weitere Mitglieder der Kirchenleitung werden von der Synode aus dem Kreis der Landessynodalen gewählt. Der Reformierte Moderator darf mit beratender Stimme an den Sitzungen des Gremiums teilnehmen, das regelmäßig im Evangelischen Zentrum Berlin zusammenkommt.
Der Bischof hat seinen Amtssitz in Berlin. Er ist Vorsitzender der auf sechs Jahre gewählten Kirchenleitung („Regierung“ der Kirche).

#### Konsistorium
Daneben gibt es das Konsistorium, das aus festangestellten Kirchenbeamten besteht. Es ist eine Art „Exekutivbehörde“ der Kirchenleitung. Seine Mitglieder (Kollegium) bereiten Beschlüsse der Kirchenleitung vor, führen die laufenden Geschäfte der Landeskirche, sind für die Rechtsaufsicht über Gemeinden und Kirchenkreise und die Dienstaufsicht über die Pfarrer, Superintendenten und die Kirchenbeamten zuständig. Das Konsistorium unterstützt alle kirchlichen Bereiche bei der Erfüllung ihrer Aufgaben. Das Konsistorium ist kollegial verfasst. Dem Kollegium gehören der Präsident, der Propst und die Leiter der Abteilungen an (juristische und geistliche Oberkonsistorialräte). Das Konsistorium ist in Abteilungen und Referate gegliedert. Leiter des Konsistoriums ist der Konsistorialpräsident, meist ein Jurist. Am 22. April 2023 wurde Viola Vogel von der Landessynode gewählt. Sie folgt Jörg Antoine, der das Amt von 2015 bis 2022 innehatte. Die theologische Leitung (Abteilung 2) obliegt dem Propst.
- Abteilung 1: Der Präsident: Leitung des Konsistoriums, Angelegenheiten der Landessynode und der Kirchenleitung, Staatskirchenrecht u. a.
- Abteilung 2: Theologie und kirchliches Leben
- Abteilung 3: Personalia, Sonderseelsorge
- Abteilung 4: Theologische Aus-, Fort- und Weiterbildung und Theologisches Prüfungsamt
- Abteilung 5: Bildung, Schulen und Religionsunterricht
- Abteilung 6: Finanzen, Vermögen, Steuern u. a.
- Abteilung 7: Dienst- und Arbeitsrecht, staatliches Recht, Archivwesen u. a

### Ebene zwischen Landeskirche und Kirchenkreis

#### Sprengel
Nach 1945 bestanden in der Evangelischen Kirche in Berlin-Brandenburg mehrere Generalsuperintendenturen (auch Sprengel), deren Zuschnitt mehrmals verändert wurde.
Bis Ende 2003 gab es drei Sprengel mit Sitz in Berlin, Cottbus und Neuruppin. 2004 wurde das Gebiet der ehemaligen Evangelischen Kirche der schlesischen Oberlausitz zu einem eigenen Sprengel mit Sitz in Görlitz, der 2010 mit dem Sprengel Cottbus vereinigt wurde. Im selben Jahr wurde der Sitz des Sprengels Neuruppin nach Potsdam verlegt.
Die Sprengel sind Berlin, Potsdam (bis 31. Dezember 2009 „Sprengel Neuruppin“) und Görlitz. (Am 1. Januar 2010 wurden der Sprengel Cottbus und der Sprengel Görlitz zum neuen „Sprengel Görlitz“ vereinigt.)

##### Generalsuperintendenten
Geistliche Leiter der Evangelischen Kirche in Preußen waren Generalsuperintendenten, von denen es in ganz Preußen insgesamt zwölf gab. Das Amt wurde kurz nach der Reformation eingeführt, später wieder abgeschafft und dann erst 1830 erneut eingeführt. Für Brandenburg waren zwei (ab 1911 drei), für Schlesien ein (ab 1904 zwei) Generalsuperintendenten tätig, die nach Wegfall des landesherrlichen Kirchenregiments 1918 zusammen mit dem Präsidenten des Konsistoriums die Kirchenleitung der Provinzialkirche bildeten und später bereits den Titel Bischof erhielten.
Zur Wahl des Generalsuperintendenten tritt ein Wahlkonvent zusammen, der aus den Mitgliedern der Kreis- sowie der Landessynode und den Superintendenten des jeweiligen Sprengels besteht. Die Generalsuperintendenten werden auf zehn Jahre gewählt. Auf Antrag des Wahlkonvents des jeweiligen Sprengels kann die Kirchenleitung beschließen, dass der entsprechende Generalsuperintendent den Titel Regionalbischof führt. Dies geschah bisher nur bei der Wahl des Generalsuperintendenten von Görlitz im April 2004.
Amtsinhaber waren bzw. sind:
Sprengel Berlin
2004–2008: Martin-Michael Passauer (schon ab 1996 Generalsuperintendent in der Evangelischen Kirche in Berlin-Brandenburg)
2008–2011: Ralf Meister
2011–2024: Ulrike Trautwein
seit 2025: Julia Helmke
Sprengel Cottbus
2004: Rolf Wischnath  (* 1948; schon ab 1995 Generalsuperintendent in der Evangelischen Kirche in Berlin-Brandenburg)
2005–2010: Heilgard Asmus
Sprengel Görlitz
2004–2011: Hans-Wilhelm Pietz (mit dem Titel Regionalbischof)
2011–2018: Martin Herche
2018–0000: Theresa Rinecker
Sprengel Potsdam (bis 2010 Neuruppin)
2004–2010: Hans-Ulrich Schulz (schon ab 1997 Generalsuperintendent in der Evangelischen Kirche in Berlin-Brandenburg)
2010–2020: Heilgard Asmus
2021–0000: Kristóf Bálint

#### Kirchliches Verwaltungsamt
Ein Kirchliches Verwaltungsamt nimmt Verwaltungsaufgaben eines oder mehrerer Kirchenkreise sowie der ihnen angehörigen Kirchengemeinden wahr. Kirchliche Verwaltungsämter mit nur einem Kirchenkreis sind: Berlin Süd-Ost, Frankfurt (Oder) [Kirchenkreis Oderland-Spree], Kreiskirchliches Verwaltungsamt Spandau [Kirchenkreis Spandau].

### Ebene der Kirchenkreise

#### Reformierter Kirchenkreis
Der Reformierte Kirchenkreis Berlin-Brandenburg, dessen Gemeinden über das ganze Gebiet der Landeskirche verstreut sind, gehört nicht zu einem der drei Sprengel. Er wird für die geschäftlichen Belange von einem Kreiskirchenrat, für die geistlichen von einem Moderamen geleitet.

#### Kirchenkreise in den Sprengeln
Die Kirchenkreise werden meist von Superintendenten geleitet.
Im Kirchenkreis Falkensee gibt es seit 1992 eine Kollegiale Leitung, auch Gemeinsame Leitung oder Bruderschaftliche Leitung genannt. Die Kollegiale Leitung nimmt die Aufgaben eines Superintendenten im Team wahr. Sie wird von der Kreissynode zusammen mit dem Kreiskirchenrat gewählt und hat eine Amtszeit von 6 Jahren.

### Ebene der Gemeinden
Für die Gemeinden wurde 2021 eine Mindestmitgliederzahl von 300 beschlossen.

## Mitglieder
| Zeitpunkt | Anzahl  |
| --------- | ------- |
| Ende 2022 | 833.254 |
| Ende 2021 | 861.961 |
| Ende 2020 | 890.654 |
| Ende 2019 | 914.260 |
| Ende 2018 | 941.145 |
| Ende 2017 | 962.569 |

## Einrichtungen und Trägerschaften

### Trägerschaften
Zusammen mit der Evangelischen Kirche in Deutschland unterhält die EKBO die Evangelische Akademie zu Berlin.
Zudem unterhält die EKBO die aus dem Bestand der vormaligen Evangelischen Kirche der schlesischen Oberlausitz übernommene Evangelische Akademie Görlitz und ist Träger der Evangelischen Hochschule Berlin. Das Evangelische Landeskirchliche Archiv in Berlin verwaltet Archivgut und führt die Fachaufsicht über die Archive der Kirchengemeinden und Kirchenkreise.

### Amt für kirchliche Dienste
Das Amt für kirchliche Dienste (AKD) ist eine übergemeindliche Einrichtung der Landeskirche. Es wurde durch Kirchengesetz am 1. Februar 2006 gegründet. Im AKD wurden das Bildungswerk, das Amt für Arbeit mit Kindern und Jugendlichen sowie die Frauen- und Familienarbeit der EKBO zusammengeführt. Im AKD sind das Pastoralkolleg und die Fortbildung für Pfarrer der Landeskirche eingegliedert.  Es ist zuständig für Aus-, Fort- und Weiterbildung, Beratung und Begleitung von ehren-, neben- und hauptamtlichen Mitarbeitern der Kirche. Die Angebote, wie die Ökumenischen Jugenddienste, werden im Amt für kirchliche Dienste zentral verwaltet und zur Verfügung gestellt. Das AKD ist ein rechtlich unselbstständiges Werk. Die allgemeine Aufsicht über das Amt führt das Konsistorium. Organe sind ein Kuratorium, die Direktorin und das Kollegium. Das Amt hat seinen Sitz in der Goethestraße 26–30 in Berlin-Charlottenburg. Seit Juni 2024 ist Kristina Augst Direktorin des AKD.

## Gesangbücher
Die Gemeinden der Evangelischen Kirche Berlin-Brandenburg-schlesische Oberlausitz singen vor allem aus folgenden Gesangbüchern:
- Evangelisches Gesangbuch, Ausgabe für die Evangelische Landeskirche Anhalts, die Evangelische Kirche in Berlin-Brandenburg, die Evangelische Kirche der schlesischen Oberlausitz, die Pommersche Evangelische Kirche, die Evangelische Kirche der Kirchenprovinz Sachsen, Berlin/Leipzig; eingeführt am Reformationstag, 31. Oktober 1993.
- Singt Jubilate. Lieder und Gesänge für die Gemeinde. Im Auftrag der Evangelischen Kirche Berlin-Brandenburg-schlesische Oberlausitz hg. von Gunter Kennel, Berlin 2012.

## Vergebene Ehrungen

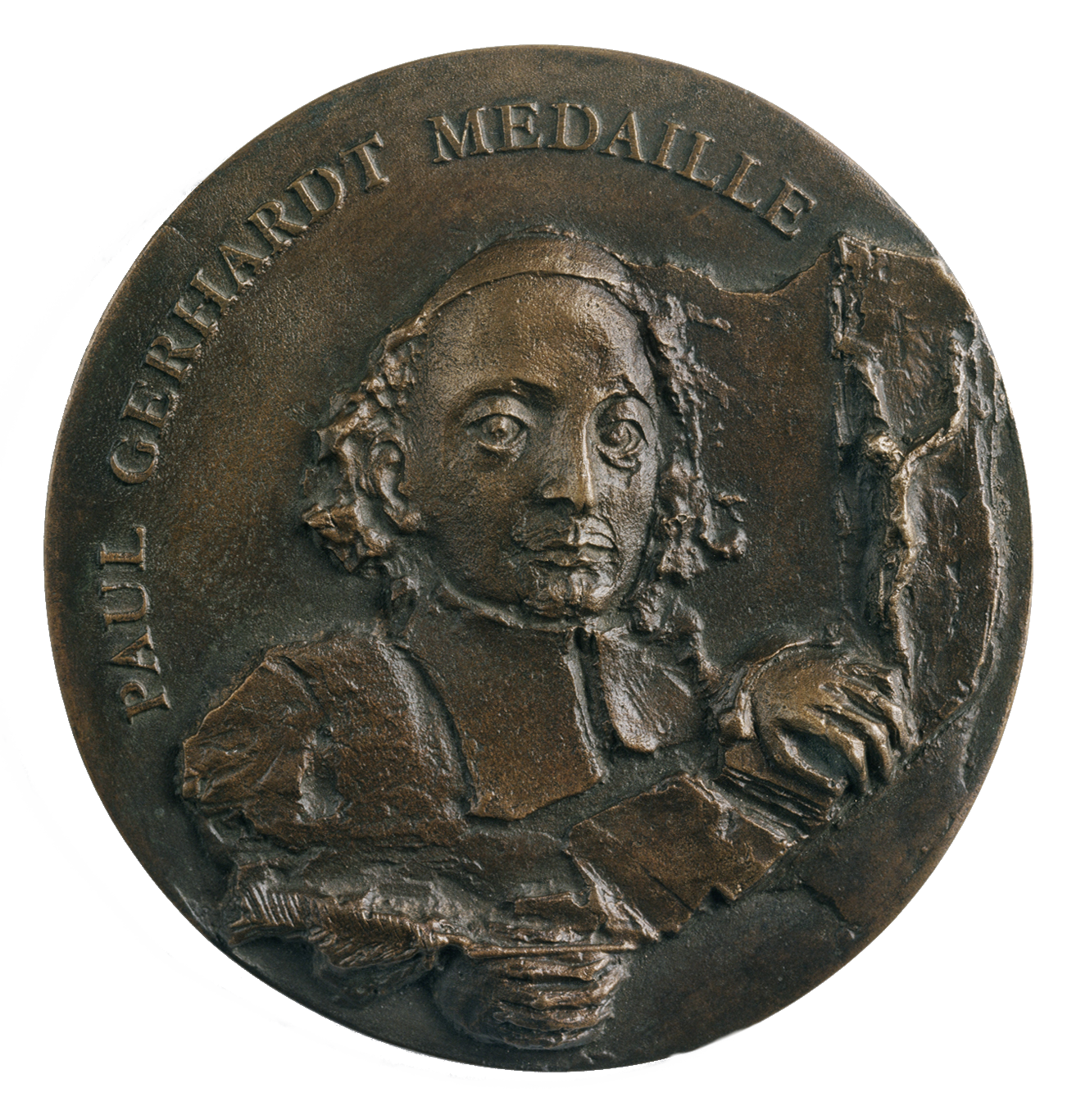
Paul-Gerhardt-Medaille von Künstlerin Anna Franziska Schwarzbach

Seit 2001 vergibt die EKBO jährlich die Paul-Gerhardt-Medaille an besonders engagierte Christen, zum Beispiel 2001 an Andreas Kitschke und 2006 an Bernd Janowski. 2024 wurden für ihr ehrenamtliches Engagement gegen Antisemitismus Lauren Leiderman (Görlitz), Gudrun O’Daniel-Elmen (Spandau) und das Jugendprojekt „Grüneberg erinnert“ ausgezeichnet.

## Ökumenische Beziehungen
Die EKBO ist Mitglied in der Gemeinschaft Evangelischer Kirchen in Europa und – über die EKD – im Ökumenischen Rat der Kirchen und in der Konferenz Europäischer Kirchen. Kirchengemeinschaft besteht ferner mit der amerikanischen United Church of Christ. Daneben unterhält die EKBO Partnerschaften u. a. zu den Diözesen London und Chichester der anglikanischen Church of England, zur Diözese Breslau der Evangelisch-Augsburgischen Kirche in Polen und zum Bistum  Göteborg der lutherischen  Schwedischen Kirche. Über das Berliner Missionswerk bestehen Verbindungen zu Partnerkirchen in Afrika, Asien und der Karibik, die auf Missionstätigkeit des 19. Jahrhunderts zurückgehen.
Gemeinsam mit anderen Kirchen ist die EKBO Träger des Ökumenischen Rates Berlin-Brandenburg, einer regionalen Untergliederung der Arbeitsgemeinschaft Christlicher Kirchen in Deutschland.